# Дуб черешчатий (250 м на схід від мисливської бази)
Дуб черешчатий — ботанічна пам'ятка природи місцевого значення. Об'єкт розташований на території Голопристанського району Херсонської області, квартал 5 виділ 2 Рибальчанського лісництво ДП «Збур'ївське ЛМГ», з правої сторони шляху Виноградне-Геройське, 250 м на схід від місцевої бази.
Площа — 0 га, статус отриманий у 1983 році.